# Psylla coccinea
Psylla coccinea är en insektsart som beskrevs av Shinji Kuwayama 1908. Psylla coccinea ingår i släktet Psylla och familjen rundbladloppor. Inga underarter finns listade i Catalogue of Life.